# 호세 안토니오 프리모 데 리베라
호세 안토니오 프리모 데 리베라 이 사엔스 데 에레디아 스페인 대공 겸 제3대 에스테야 후작(스페인어: José Antonio Primo de Rivera y Sáenz de Heredia, grandeza de españa, iii de marquesado de Estella: 1903년 4월 24일~1936년 11월 20일)는 스페인 제2공화국의 정치가이며 파시스트 정당 팔랑헤당의 지도자였다. 그는 에스파냐 내전 당시 스페인 제2공화국 정부에 의해 처형됐다. 마드리드 출생으로, 알리칸테에서 숨졌다.

## 생애
호세 안토니오 프리모 데 리베라는 1923년부터 1930년까지 알폰소 13세 시대의 에스파냐 치세에 국가를 통치한 독재자이자 총리인 미겔 프리모 데 리베라의 장남이었다.
1933년 그는 파시즘 이론의 영향을 받은 민족주의 정당 팔랑헤를 창설했다. 1934년 그의 정당은 국민생디칼리슴 공세평의회(Juntas de Ofensiva Nacional-Sindicalista)과 통합해 그의 지도 하에 팔랑헤당이 출범하였다. 1936년 총선에서 팔랑헤는 겨우 0.7%의 표를 얻었으나 인민 전선(급진주의자 등 자유 공화주의자와 사회주의자, 공산주의자 등 여러 좌익 정치 조직의 연합)이 승리한 뒤 정치 상황이 불안정해짐과 동시에, 팔랑헤는 급속히 성장해 1936년 7월에는 당원 수가 40,000명이 넘었다.
프리모 데 리베라는 공화주의자 돌격대가 칼보 소텔로 의원을 살해한 뒤 1936년 7월 에스파냐 공화정부에 대해 일어난 군사 정변에 지지하였다. 에스파냐 내전 당시 팔랑헤는 에스파냐의 국민생디칼리슴 세력(인민 전선의 공화 정부에 반대하는 우익 세력)가운데 가장 지배적인 정치 집단이 됐다.
1936년 7월 6일 프리모 데 리베라는 생포되어 알리칸테에서 구금되었다가 인민전선 정부의 재판을 받고 그해 11월 20일에 사형당했다.

## 대중 매체
- 스웨덴의 게임회사 패러독스 인터랙티브(Paradox Interactive)가 개발한 게임 Hears of Iron IV에서 스페인의 지도자 중 한명으로 등장한다. 정확히는 '위대한 스페인' 중점을 찍고 거기서 '프랑코 배제'를 찍을 경우 자동으로 '위대한 팔랑헤' 루트를 가게 되면서 에밀리오 몰라가 임시 정부수반이 되고 나중에 내전을 종결시킬 때 호세 안토니오 프리모 데 리베라가 정식 지도자로 등극한다. 내전 이후에는 스페인을 완전한 파시즘 팔랑헤주의 국가로 바꾸면서 옛 식민지였던 라틴아메리카를 굴복시키고 독일, 이탈리아와 동맹을 맺는 방향으로 나아가게 된다.